# Нидерланды на зимних Олимпийских играх 2014
Нидерланды принимали участие в зимних Олимпийских играх 2014 года, которые проходили в Сочи (Россия) с 7 по 23 февраля, где её представляли 41 спортсмен в четырёх видах спорта: бобслей, конькобежный спорт, сноуборд и шорт-трек. На церемонии открытия Олимпийских игр флаг Нидерландов несла шорт-трекистка и конькобежка Йорин тер Морс, а на церемонии закрытия — конькобежец, бронзовый призёр Олимпийских игр в Сочи, Боб де Йонг.
Зимние Олимпийские игры в Сочи для Нидерландов стали самыми успешными зимними Играми — впервые было завоёвано 24 олимпийские медали: 8 золотых, 7 серебряных и 9 бронзовых. Количество золотых, серебряных и бронзовых медалей по отдельности также стало рекордным для Нидерландов. В неофициальном медальном зачёте Нидерланды также заняли рекордное 5-е место. Нидерландские конькобежцы завоевали 23 медали на Олимпийских играх в Сочи, обновив рекорд для одной страны на соревнованиях такого ранга. 
Олимпийские рекорды были установлены на мужских 5000 метрах Свеном Крамером, мужских 10 000 метрах Йорритом Бергсмой, мужской командой преследования, женских 1500 метрах Йорин тер Морс и женской командой преследования, которая трижды улучшала рекорд. Нидерланды занимали весь подиум в соревнованиях мужчин на 500, 5000 и 10 000 метров, а также женских на 1500 метрах (на этой дистанции и 4-е место заняла нидерландка). Тем самым Нидерланды стали первой страной на зимних Олимпийских играх, занимавшей четыре раза весь подиум во время одних Игр. Ирен Вюст, завоевавшая пять медалей в Сочи, повторила мировое достижение по количеству наград на одних зимних Олимпийских играх. 37-летний Боб де Йонг, завоевавший на Играх в Сочи бронзовую медаль, стал первым конькобежцем, который выиграл по медали на четырех Олимпиадах.
Единственную награду в другом виде спорта принёс шорт-трекист Шинки Кнегт, выигравший бронзу. Эта была первая в истории медаль голландцев в шорт-треке на Олимпийских играх. Ранее они выигрывали медали только в конькобежном спорте, фигурном катании и сноуборде. Кроме того, нидерландские бобслеистки стали четвёртыми в заездах двоек (в 4-м заезде они показали второй результат, но этого не хватило для того, чтобы бороться за медали). Это также стало самым успешным выступлением в бобслее на Олимпийских играх для Нидерландов.
Сборную Нидерландов на Играх приезжали поддержать король Виллем-Александр, королева Максима, премьер-министр Марк Рютте, а также министры здравоохранения, социального обеспечения и спорта. Традиционно «Holland Heineken House» стал местом встреч болельщиков и спортсменов во время Олимпиады.

## Медали
| Золото  |                                                       | |            |
| №       | Спортсмены                                            | Вид спорта (дисциплина) | Дата       |
| 1       | Свен Крамер                                           | Конькобежный спорт (мужчины, 5000 метров) | 8 февраля  |
| 2       | Ирен Вюст                                             | Конькобежный спорт (женщины, 3000 метров) (?)[[Category:Википедия:Страницы с ошибками шаблона Спорт\|Конькобежный спорт (женщины, 3000 метров)]]         | 9 февраля  |
| 3       | Михел Мюлдер                                          | Конькобежный спорт (мужчины, 500 метров) (?)[[Category:Википедия:Страницы с ошибками шаблона Спорт\|Конькобежный спорт (мужчины, 500 метров)]]           | 10 февраля |
| 4       | Стефан Гротхёйс                                       | Конькобежный спорт (мужчины, 1000 метров) (?)[[Category:Википедия:Страницы с ошибками шаблона Спорт\|Конькобежный спорт (мужчины, 1000 метров)]]         | 12 февраля |
| 5       | Йорин тер Морс                                        | Конькобежный спорт (женщины, 1500 метров) (?)[[Category:Википедия:Страницы с ошибками шаблона Спорт\|Конькобежный спорт (женщины, 1500 метров)]]         | 16 февраля |
| 6       | Йоррит Бергсма                                        | Конькобежный спорт (мужчины, 10 000 метров) (?)[[Category:Википедия:Страницы с ошибками шаблона Спорт\|Конькобежный спорт (мужчины, 10 000 метров)]]     | 18 февраля |
| 7       | Свен Крамер Кун Вервей Ян Блокхёйсен                  | Конькобежный спорт (мужчины, командная гонка) (?)[[Category:Википедия:Страницы с ошибками шаблона Спорт\|Конькобежный спорт (мужчины, командная гонка)]] | 22 февраля |
| 8       | Ирен Вюст Лотте ван Бек Маррит Ленстра Йорин тер Морс | Конькобежный спорт (женщины, командная гонка) (?)[[Category:Википедия:Страницы с ошибками шаблона Спорт\|Конькобежный спорт (женщины, командная гонка)]] | 22 февраля |
| Серебро |                                                       | |            |
| №       | Спортсмены                                            | Вид спорта (дисциплина) | Дата       |
| 1       | Ян Блокхёйсен                                         | Конькобежный спорт (мужчины, 5000 метров) | 8 февраля  |
| 2       | Ян Смекенс                                            | Конькобежный спорт (мужчины, 500 метров) (?)[[Category:Википедия:Страницы с ошибками шаблона Спорт\|Конькобежный спорт (мужчины, 500 метров)]]           | 10 февраля |
| 3       | Ирен Вюст                                             | Конькобежный спорт (женщины, 1000 метров) (?)[[Category:Википедия:Страницы с ошибками шаблона Спорт\|Конькобежный спорт (женщины, 1000 метров)]]         | 13 февраля |
| 4       | Кун Вервей                                            | Конькобежный спорт (мужчины, 1500 метров) (?)[[Category:Википедия:Страницы с ошибками шаблона Спорт\|Конькобежный спорт (мужчины, 1500 метров)]]         | 15 февраля |
| 5       | Ирен Вюст                                             | Конькобежный спорт (женщины, 1500 метров) (?)[[Category:Википедия:Страницы с ошибками шаблона Спорт\|Конькобежный спорт (женщины, 1500 метров)]]         | 16 февраля |
| 6       | Свен Крамер                                           | Конькобежный спорт (мужчины, 10 000 метров) (?)[[Category:Википедия:Страницы с ошибками шаблона Спорт\|Конькобежный спорт (мужчины, 10 000 метров)]]     | 18 февраля |
| 7       | Ирен Вюст                                             | Конькобежный спорт (женщины, 5000 метров) (?)[[Category:Википедия:Страницы с ошибками шаблона Спорт\|Конькобежный спорт (женщины, 5000 метров)]]         | 19 февраля |
| Бронза  |                                                       | |            |
| №       | Спортсмены                                            | Вид спорта (дисциплина) | Дата       |
| 1       | Йоррит Бергсма                                        | Конькобежный спорт (мужчины, 5000 метров) | 8 февраля  |
| 2       | Роналд Мюлдер                                         | Конькобежный спорт (мужчины, 500 метров) (?)[[Category:Википедия:Страницы с ошибками шаблона Спорт\|Конькобежный спорт (мужчины, 500 метров)]]           | 10 февраля |
| 3       | Маргот Бур                                            | Конькобежный спорт (женщины, 500 метров) (?)[[Category:Википедия:Страницы с ошибками шаблона Спорт\|Конькобежный спорт (женщины, 500 метров)]]           | 11 февраля |
| 4       | Михел Мюлдер                                          | Конькобежный спорт (мужчины, 1000 метров) (?)[[Category:Википедия:Страницы с ошибками шаблона Спорт\|Конькобежный спорт (мужчины, 1000 метров)]]         | 12 февраля |
| 5       | Маргот Бур                                            | Конькобежный спорт (женщины, 1000 метров) (?)[[Category:Википедия:Страницы с ошибками шаблона Спорт\|Конькобежный спорт (женщины, 1000 метров)]]         | 13 февраля |
| 6       | Шинки Кнегт                                           | Шорт-трек (мужчины, 1000 метров) | 15 февраля |
| 7       | Лотте ван Бек                                         | Конькобежный спорт (женщины, 1000 метров) (?)[[Category:Википедия:Страницы с ошибками шаблона Спорт\|Конькобежный спорт (женщины, 1000 метров)]]         | 16 февраля |
| 8       | Боб де Йонг                                           | Конькобежный спорт (мужчины, 10 000 метров) (?)[[Category:Википедия:Страницы с ошибками шаблона Спорт\|Конькобежный спорт (мужчины, 10 000 метров)]]     | 18 февраля |
| 9       | Карин Клейбёкер                                       | Конькобежный спорт (женщины, 5000 метров) (?)[[Category:Википедия:Страницы с ошибками шаблона Спорт\|Конькобежный спорт (женщины, 5000 метров)]]         | 19 февраля |

| Медали по видам спорта | Медали по видам спорта | Медали по видам спорта | Медали по видам спорта | Медали по видам спорта |
| ---------------------- | ---------------------- | ---------------------- | ---------------------- | ---------------------- |
| Вид спорта             | 1                      | 2                      | 3                      | Итого                  |
| Конькобежный спорт     | 8                      | 7                      | 8                      | 23                     |
| Шорт-трек              | 0                      | 0                      | 1                      | 1                      |
| Всего                  | 8                      | 7                      | 9                      | 24                     |

| Медали по дням | Медали по дням | Медали по дням | Медали по дням | Медали по дням | Медали по дням | Медали по дням |
| -------------- | -------------- | -------------- | -------------- | -------------- | -------------- | -------------- |
| День           | Дата           | 1              | 2              | 3              | Итого          |                |
| День 1         | 8 февраля      | 1              | 1              | 1              | 3              |                |
| День 2         | 9 февраля      | 1              | 0              | 0              | 1              |                |
| День 3         | 10 февраля     | 1              | 1              | 1              | 3              |                |
| День 4         | 11 февраля     | 0              | 0              | 1              | 1              |                |
| День 5         | 12 февраля     | 1              | 0              | 1              | 2              |                |
| День 6         | 13 февраля     | 0              | 1              | 1              | 2              |                |
| День 7         | 14 февраля     | 0              | 0              | 0              | 0              |                |
| День 8         | 15 февраля     | 0              | 1              | 1              | 2              |                |
| День 9         | 16 февраля     | 1              | 1              | 1              | 3              |                |
| День 10        | 17 февраля     | 0              | 0              | 0              | 0              |                |
| День 11        | 18 февраля     | 1              | 1              | 1              | 3              |                |
| День 12        | 19 февраля     | 0              | 1              | 1              | 2              |                |
| День 13        | 20 февраля     | 0              | 0              | 0              | 0              |                |
| День 14        | 21 февраля     | 0              | 0              | 0              | 0              |                |
| День 15        | 22 февраля     | 2              | 0              | 0              | 2              |                |
| День 16        | 23 февраля     | 0              | 0              | 0              | 0              |                |
| Всего          | Всего          | 8              | 7              | 9              | 24             |                |

### 

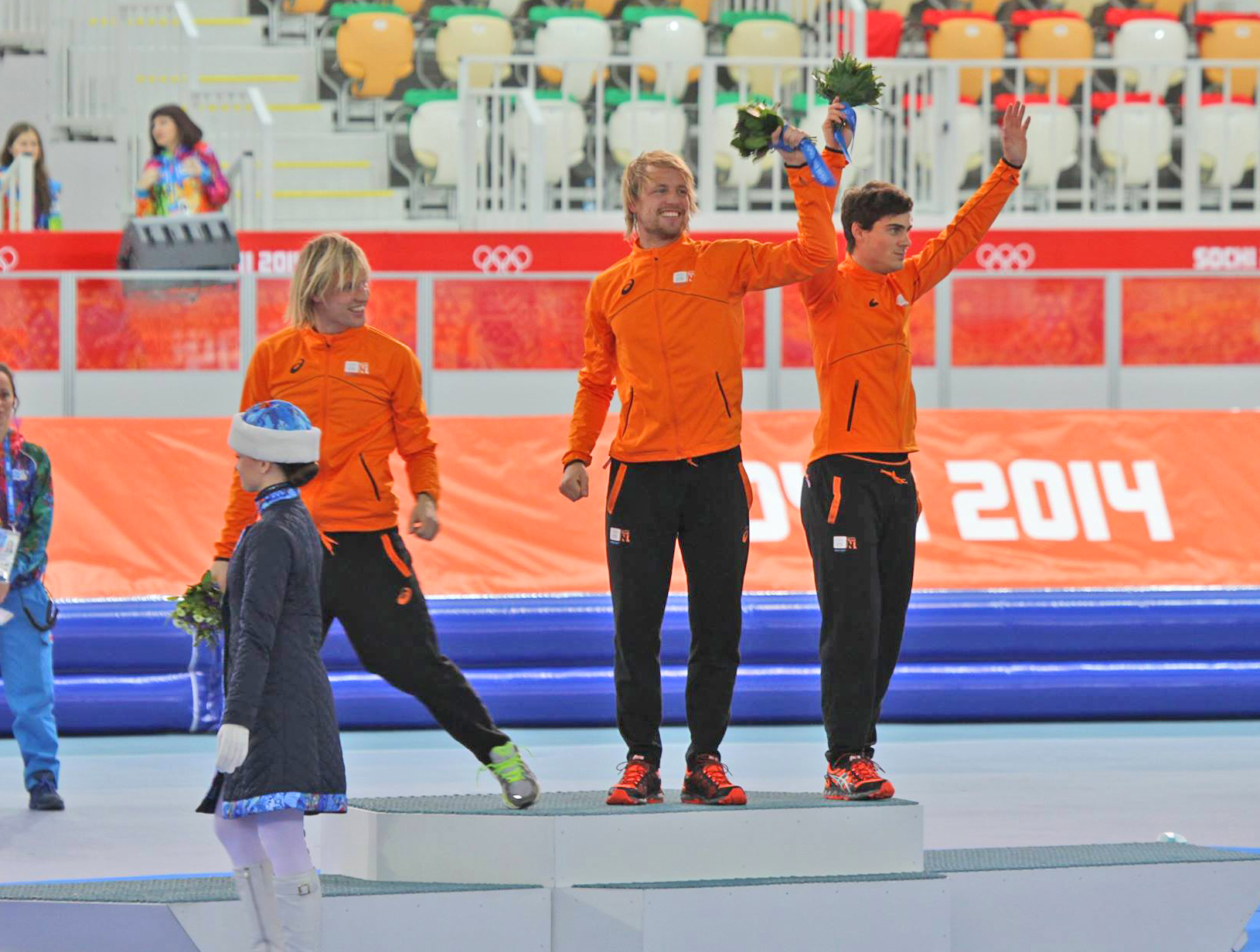
Конькобежцы Нидерландов на подиуме дистанции 500 метров:
1. Михел Мюлдер
2. Ян Смекенс
3. Роналд Мюлдер

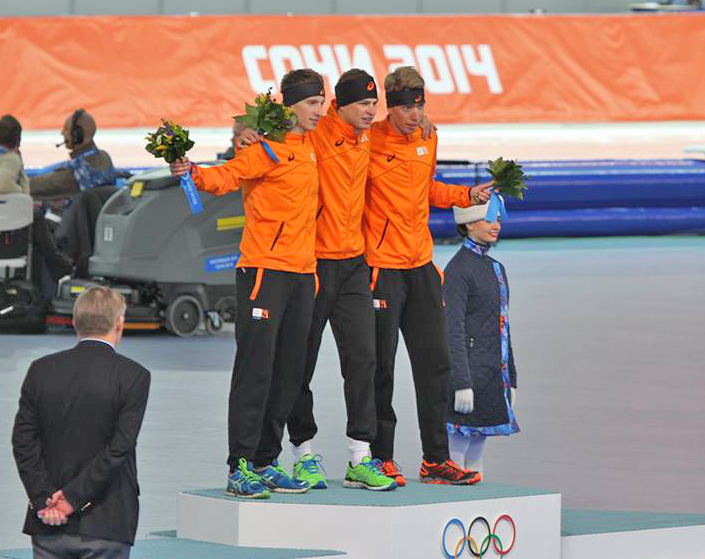
Конькобежцы Нидерландов на подиуме дистанции 5000 метров:
1. Свен Крамер
2. Ян Блокхёйсен
3. Йоррит Бергсма

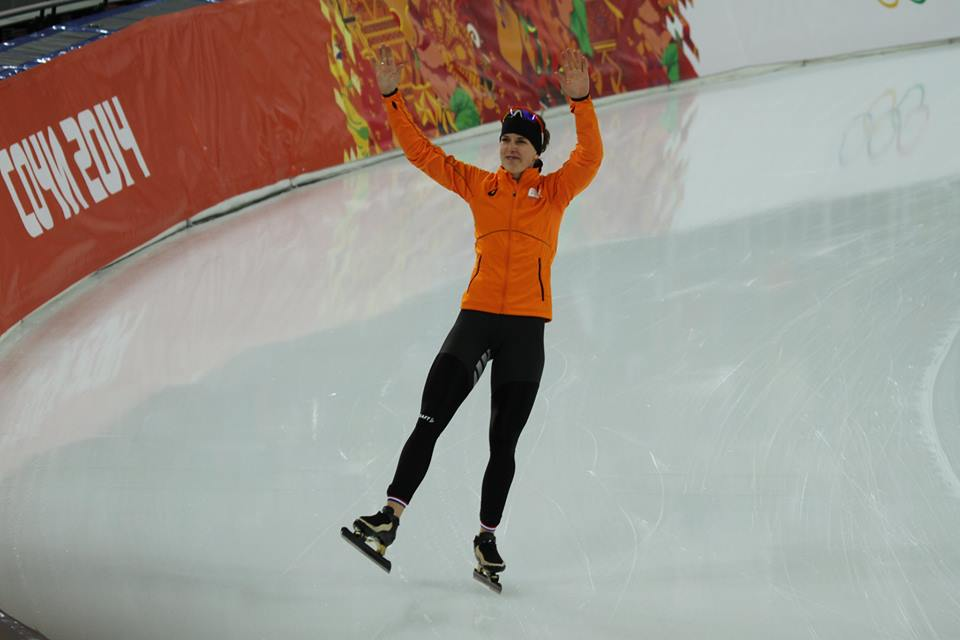
Ирен Вюст после победы на дистанции 3000 метров

## Состав и результаты

### Бобслей
Мужчины
| Соревнование | Спортсмены                                                    | 1 заезд   | 1 заезд | 2 заезд   | 2 заезд | 3 заезд   | 3 заезд | 4 заезд   | 4 заезд | Итоговый результат | Итоговое место |
| Соревнование | Спортсмены                                                    | Результат | Место   | Результат | Место   | Результат | Место   | Результат | Место   | Итоговый результат | Итоговое место |
| ------------ | ------------------------------------------------------------- | --------- | ------- | --------- | ------- | --------- | ------- | --------- | ------- | ------------------ | -------------- |
| Двойки       | Эдвин ван Калкер Брор ван дер Зийде                           | 57,54     | 21      | 57,46     | 21      | 57,38     | 18      | 56,95     | 15      | 3:49,33            | 19             |
| Четвёрки     | Сибрен Янсма Арно Классен Эдвин ван Калкер Брор ван дер Зийде | 55,55     | 13      | 55,57     | 15      | 55,82     | 12      | 55,75     | 12      | 3:42,69            | 11             |

Женщины
| Соревнование | Спортсмены             | 1 заезд   | 1 заезд | 2 заезд   | 2 заезд | 3 заезд   | 3 заезд | 4 заезд   | 4 заезд | Итоговый результат | Итоговое место |
| Соревнование | Спортсмены             | Результат | Место   | Результат | Место   | Результат | Место   | Результат | Место   | Итоговый результат | Итоговое место |
| ------------ | ---------------------- | --------- | ------- | --------- | ------- | --------- | ------- | --------- | ------- | ------------------ | -------------- |
| Двойки       | Эсме Кампхёйс Юдит Вис | 57,94     | 5       | 58,10     | 6       | 58,20     | 6       | 58,03     | 2       | 3:52,27            | 4              |

### Конькобежный спорт
Мужчины
Индивидуальные гонки
| Соревнование  | Спортсмены      | 1 забег       | 1 забег       | 2 забег       | 2 забег       | Результат     | Место |
| Соревнование  | Спортсмены      | Результат     | Место         | Результат     | Место         | Результат     | Место |
| ------------- | --------------- | ------------- | ------------- | ------------- | ------------- | ------------- | ----- |
| 500 метров    | Михел Мюлдер    | 34,63         | 2             | 34,67         | 2             | 69,312        | 1     |
| 500 метров    | Ян Смекенс      | 34,59         | 1             | 34,72         | 3             | 69,324        | 2     |
| 500 метров    | Роналд Мюлдер   | 34,969        | 6             | 34,49         | 1             | 69,46         | 3     |
| 500 метров    | Стефан Гротхёйс | 35,42         | 24            | 56,81         | 39            | 92,24         | 38    |
| 1000 метров   | Стефан Гротхёйс | Не проводится | Не проводится | Не проводится | Не проводится | 1:08,39       | 1     |
| 1000 метров   | Михел Мюлдер    | Не проводится | Не проводится | Не проводится | Не проводится | 1:08,74       | 3     |
| 1000 метров   | Кун Вервей      | Не проводится | Не проводится | Не проводится | Не проводится | 1:09,09       | 6     |
| 1000 метров   | Марк Тёйтерт    | Не проводится | Не проводится | Не проводится | Не проводится | 1:09,29       | 10    |
| 1500 метров   | Кун Вервей      | Не проводится | Не проводится | Не проводится | Не проводится | 1:45,009      | 2     |
| 1500 метров   | Марк Тёйтерт    | Не проводится | Не проводится | Не проводится | Не проводится | 1:45,42       | 5     |
| 1500 метров   | Стефан Гротхёйс | Не проводится | Не проводится | Не проводится | Не проводится | 1:46,08       | 12    |
| 1500 метров   | Ян Блокхёйсен   | Не проводится | Не проводится | Не проводится | Не проводится | 1:46,50       | 13    |
| 5000 метров   | Свен Крамер     | Не проводится | Не проводится | Не проводится | Не проводится | 6:10,76 (OR)  | 1     |
| 5000 метров   | Ян Блокхёйсен   | Не проводится | Не проводится | Не проводится | Не проводится | 6:15,71       | 2     |
| 5000 метров   | Йоррит Бергсма  | Не проводится | Не проводится | Не проводится | Не проводится | 6:16,66       | 3     |
| 10 000 метров | Йоррит Бергсма  | Не проводится | Не проводится | Не проводится | Не проводится | 12:44,45 (OR) | 1     |
| 10 000 метров | Свен Крамер     | Не проводится | Не проводится | Не проводится | Не проводится | 12:49,02      | 2     |
| 10 000 метров | Боб де Йонг     | Не проводится | Не проводится | Не проводится | Не проводится | 13:07,19      | 3     |

Командная гонка
| Соревнование    | Спортсмены                          | Четвертьфинал       | Полуфинал          | Финал    | Финал                             | Итоговое Место |
| Соревнование    | Спортсмены                          | Соперник Результат  | Соперник Результат | Название | Соперник Результат                | Итоговое Место |
| --------------- | ----------------------------------- | ------------------- | ------------------ | -------- | --------------------------------- | -------------- |
| Командная гонка | Свен Крамер Кун Верве Ян Блокхёйсен | Франция · В 3:44,48 | Польша · В 3:40,79 | А        | Республика Корея · В 3:37,71 (OR) | 1              |

Женщины
Индивидуальные гонки
| Соревнование | Спортсмены            | 1 забег       | 1 забег       | 2 забег       | 2 забег       | Результат    | Место |
| Соревнование | Спортсмены            | Результат     | Место         | Результат     | Место         | Результат    | Место |
| ------------ | --------------------- | ------------- | ------------- | ------------- | ------------- | ------------ | ----- |
| 500 метров   | Маргот Бур            | 37,77         | 5             | 37,71         | 3             | 75,48        | 3     |
| 500 метров   | Ларине ван Риссен     | 38,645        | 14            | 38,35         | 9             | 76,99        | 11    |
| 500 метров   | Лотте ван Бек         | 38,67         | 15            | 38,73         | 17            | 77,40        | 16    |
| 500 метров   | Маррит Ленстра        | 39,03         | 21            | 38,70         | 16            | 77,74        | 19    |
| 1000 метров  | Ирен Вюст             | Не проводится | Не проводится | Не проводится | Не проводится | 1:14,69      | 2     |
| 1000 метров  | Маргот Бур            | Не проводится | Не проводится | Не проводится | Не проводится | 1:14,90      | 3     |
| 1000 метров  | Лотте ван Бек         | Не проводится | Не проводится | Не проводится | Не проводится | 1:15,10      | 5     |
| 1000 метров  | Маррит Ленстра        | Не проводится | Не проводится | Не проводится | Не проводится | 1:15,15      | 6     |
| 1500 метров  | Йорин тер Морс        | Не проводится | Не проводится | Не проводится | Не проводится | 1:53,51 (OR) | 1     |
| 1500 метров  | Ирен Вюст             | Не проводится | Не проводится | Не проводится | Не проводится | 1:54,09      | 2     |
| 1500 метров  | Лотте ван Бек         | Не проводится | Не проводится | Не проводится | Не проводится | 1:54,54      | 3     |
| 1500 метров  | Маррит Ленстра        | Не проводится | Не проводится | Не проводится | Не проводится | 1:56,40      | 4     |
| 3000 метров  | Ирен Вюст             | Не проводится | Не проводится | Не проводится | Не проводится | 4:00,34      | 1     |
| 3000 метров  | Аннаук ван дер Вейден | Не проводится | Не проводится | Не проводится | Не проводится | 4:05,75      | 5     |
| 3000 метров  | Антойнетте де Йонг    | Не проводится | Не проводится | Не проводится | Не проводится | 4:06,77      | 7     |
| 5000 метров  | Ирен Вюст             | Не проводится | Не проводится | Не проводится | Не проводится | 6:54,28      | 2     |
| 5000 метров  | Карин Клейбёкер       | Не проводится | Не проводится | Не проводится | Не проводится | 6:55,66      | 3     |
| 5000 метров  | Ивонне Наута          | Не проводится | Не проводится | Не проводится | Не проводится | 7:01,76      | 6     |

Командная гонка
| Соревнование    | Спортсмены                                            | Четвертьфинал        | Полуфинал               | Финал    | Финал                   | Итоговое Место |
| Соревнование    | Спортсмены                                            | Соперник Результат   | Соперник Результат      | Название | Соперник Результат      | Итоговое Место |
| --------------- | ----------------------------------------------------- | -------------------- | ----------------------- | -------- | ----------------------- | -------------- |
| Командная гонка | Ирен Вюст Лотте ван Бек Маррит Ленстра Йорин тер Морс | США · В 2:58,61 (OR) | Япония · В 2:58,43 (OR) | А        | Польша · В 2:58,05 (OR) | 1              |

### Сноуборд
Слоупстайл
| Соревнование | Спортсмены | Квалификация | Квалификация | Квалификация | Квалификация | Полуфинал | Полуфинал | Полуфинал | Финал                 | Финал                 | Финал                 | Итоговое место |
| Соревнование | Спортсмены | Заезд        | 1 спуск      | 2 спуск      | Место        | 1 спуск   | 2 спуск   | Место     | 1 спуск               | 2 спуск               | Место                 | Итоговое место |
| ------------ | ---------- | ------------ | ------------ | ------------ | ------------ | --------- | --------- | --------- | --------------------- | --------------------- | --------------------- | -------------- |
| Женщины      | Херил Мас  | 2            | 18,00        | 31,25        | 9            | 30,75     | 14,75     | 12        | Завершила выступление | Завершила выступление | Завершила выступление | 20             |

Хафпайп
| Соревнование | Спортсмены       | Квалификация | Квалификация | Квалификация | Квалификация | Полуфинал            | Полуфинал            | Полуфинал            | Финал                | Финал                | Финал                | Итоговое место |
| Соревнование | Спортсмены       | Заезд        | 1 спуск      | 2 спуск      | Место        | 1 спуск              | 2 спуск              | Место                | 1 спуск              | 2 спуск              | Место                | Итоговое место |
| ------------ | ---------------- | ------------ | ------------ | ------------ | ------------ | -------------------- | -------------------- | -------------------- | -------------------- | -------------------- | -------------------- | -------------- |
| Мужчины      | Дими де Йонг     | 1            | 25,25        | 64,25        | 12           | Завершил выступление | Завершил выступление | Завершил выступление | Завершил выступление | Завершил выступление | Завершил выступление | 24             |
| Мужчины      | Долф ван дер Вал | 1            | 25,50        | 62,50        | 14           | Завершил выступление | Завершил выступление | Завершил выступление | Завершил выступление | Завершил выступление | Завершил выступление | 26             |

Бордеркросс
| Соревнование | Спортсмены    | Квалификация | Квалификация | 1/8 финала | 1/8 финала | Четвертьфинал         | Четвертьфинал         | Полуфинал             | Полуфинал             | Финал                 | Финал                 | Итоговое место |
| Соревнование | Спортсмены    | Результат    | Место        | Заезд      | Место      | Заезд                 | Место                 | Заезд                 | Место                 | Название              | Место                 | Итоговое место |
| ------------ | ------------- | ------------ | ------------ | ---------- | ---------- | --------------------- | --------------------- | --------------------- | --------------------- | --------------------- | --------------------- | -------------- |
| Женщины      | Белл Бергхёйс | 1:28,19      | 22           | 3          | 5          | Завершила выступление | Завершила выступление | Завершила выступление | Завершила выступление | Завершила выступление | Завершила выступление | 20             |

Параллельный гигантский слалом
| Соревнование | Спортсмены        | Квалификация | Квалификация | Квалификация | Квалификация | 1/8 финала            | Четвертьфинал         | Полуфинал             | Финал                 | Место |
| Соревнование | Спортсмены        | 1 спуск      | 2 спуск      | Всего        | Место        | Соперник Результат    | Соперник Результат    | Соперник Результат    | Соперник Результат    | Место |
| ------------ | ----------------- | ------------ | ------------ | ------------ | ------------ | --------------------- | --------------------- | --------------------- | --------------------- | ----- |
| Женщины      | Николин Сауэрбрей | 53,63        | 53,59        | 1:47,22      | 4            | AUTИ. Мешик П +0,05   | Завершила выступление | Завершила выступление | Завершила выступление | 10    |
| Женщины      | Мишель Деккер     | 57,24        | 56,50        | 1:53,74      | 22           | Завершила выступление | Завершила выступление | Завершила выступление | Завершила выступление | 22    |

Параллельный слалом
| Соревнование | Спортсмены        | Квалификация | Квалификация | Квалификация | Квалификация | 1/8 финала            | Четвертьфинал         | Полуфинал             | Финал                 | Место |
| Соревнование | Спортсмены        | 1 спуск      | 2 спуск      | Всего        | Место        | Соперник Результат    | Соперник Результат    | Соперник Результат    | Соперник Результат    | Место |
| ------------ | ----------------- | ------------ | ------------ | ------------ | ------------ | --------------------- | --------------------- | --------------------- | --------------------- | ----- |
| Женщины      | Мишель Деккер     | 33,14        | 32,52        | 1:05,66      | 19           | Завершила выступление | Завершила выступление | Завершила выступление | Завершила выступление | 19    |
| Женщины      | Николин Сауэрбрей | 32,91        | 32,78        | 1:05,69      | 20           | Завершила выступление | Завершила выступление | Завершила выступление | Завершила выступление | 20    |

### Шорт-трек
Мужчины
| Соревнование | Спортсмены                                                | Отборочный раунд | Отборочный раунд | Отборочный раунд | Четвертьфинал        | Четвертьфинал        | Четвертьфинал        | Полуфинал            | Полуфинал            | Полуфинал            | Финал                | Финал                | Финал                | Итоговое место |
| Соревнование | Спортсмены                                                | Забег            | Результат        | Место            | Забег                | Результат            | Место                | Забег                | Результат            | Место                | Название             | Результат            | Место                | Итоговое место |
| ------------ | --------------------------------------------------------- | ---------------- | ---------------- | ---------------- | -------------------- | -------------------- | -------------------- | -------------------- | -------------------- | -------------------- | -------------------- | -------------------- | -------------------- | -------------- |
| 500 метров   | Шинки Кнегт                                               | 8                | 41,235           | 1                | 1                    | 41,683               | 1                    | 2                    | 41,290               | 3                    | B                    | 42,608               | 4                    | 8              |
| 500 метров   | Фрек ван дер Варт                                         | 2                | 41,190           | 2                | 3                    | 1:01,371             | 3                    | Завершил выступление | Завершил выступление | Завершил выступление | Завершил выступление | Завершил выступление | Завершил выступление | 10             |
| 500 метров   | Керстхолт, Нилс                                           | 6                | 42,441           | 3                | Завершил выступление | Завершил выступление | Завершил выступление | Завершил выступление | Завершил выступление | Завершил выступление | Завершил выступление | Завершил выступление | Завершил выступление | 24             |
| 1000 метров  | Шинки Кнегт                                               | 2                | 1:26,091         | 2                | 3                    | 1:25,695             | 2                    | 1                    | 1:27,258             | 3                    | A                    | 1:25,611             | 3                    | 3              |
| 1000 метров  | Керстхолт, Нилс                                           | 1                | 1:25,695         | 3                | Завершил выступление | Завершил выступление | Завершил выступление | Завершил выступление | Завершил выступление | Завершил выступление | Завершил выступление | Завершил выступление | Завершил выступление | 19             |
| 1000 метров  | Фрек ван дер Варт                                         | 4                | PEN              | PEN              | Завершил выступление | Завершил выступление | Завершил выступление | Завершил выступление | Завершил выступление | Завершил выступление | Завершил выступление | Завершил выступление | Завершил выступление | —              |
| 1500 метров  | Шинки Кнегт                                               | 1                | 2:14,249         | 3                | Не проводится        | Не проводится        | Не проводится        | 3                    | 2:14,677             | 3                    | B                    | 2:39,581             | 5                    | 12             |
| 1500 метров  | Керстхолт, Нилс                                           | 5                | 2:13,848         | 1                | Не проводится        | Не проводится        | Не проводится        | 1                    | 2:17,134             | 6                    | Завершил выступление | Завершил выступление | Завершил выступление | 16             |
| Эстафета     | Дан Брёвсма Керстхолт, Нилс Фрек ван дер Варт Шинки Кнегт | Не проводится    | Не проводится    | Не проводится    | Не проводится        | Не проводится        | Не проводится        | 1                    | 6:45,385             | 1                    | A                    | 6:49,149             | 4                    | 4              |

Женщины
| Соревнование | Спортсмены                                                       | Отборочный раунд | Отборочный раунд | Отборочный раунд | Четвертьфинал         | Четвертьфинал         | Четвертьфинал         | Полуфинал             | Полуфинал             | Полуфинал             | Финал                 | Финал                 | Финал                 | Итоговое место |
| Соревнование | Спортсмены                                                       | Забег            | Результат        | Место            | Забег                 | Результат             | Место                 | Забег                 | Результат             | Место                 | Название              | Результат             | Место                 | Итоговое место |
| ------------ | ---------------------------------------------------------------- | ---------------- | ---------------- | ---------------- | --------------------- | --------------------- | --------------------- | --------------------- | --------------------- | --------------------- | --------------------- | --------------------- | --------------------- | -------------- |
| 500 метров   | Йорин тер Морс                                                   | 3                | 44,262           | 1                | 3                     | 43,572                | 2                     | 1                     | 44,242                | 4                     | B                     | 44,311                | 3                     | 6              |
| 500 метров   | Яра ван Керкхоф                                                  | 5                | 44,044           | 2                | 1                     | 43,888                | 3                     | Завершила выступление | Завершила выступление | Завершила выступление | Завершила выступление | Завершила выступление | Завершила выступление | 11             |
| 500 метров   | Лара ван Рёйвен                                                  | 1                | 44,023           | 3                | Завершила выступление | Завершила выступление | Завершила выступление | Завершила выступление | Завершила выступление | Завершила выступление | Завершила выступление | Завершила выступление | Завершила выступление | 17             |
| 1000 метров  | Йорин тер Морс                                                   | 8                | 1:46,661         | 3                | 2                     | 1:29,119              | 2                     | 1                     | 1:30,481              | 3                     | B                     | 1:36,835              | 1                     | 5              |
| 1000 метров  | Яра ван Керкхоф                                                  | 3                | 1:29,980         | 3                | Завершила выступление | Завершила выступление | Завершила выступление | Завершила выступление | Завершила выступление | Завершила выступление | Завершила выступление | Завершила выступление | Завершила выступление | 18             |
| 1500 метров  | Йорин тер Морс                                                   | 4                | 2:21,626         | 1                | Не проводится         | Не проводится         | Не проводится         | 2                     | 2:19,382              | 2                     | A                     | 2:19,656              | 4                     | 4              |
| 1500 метров  | Яра ван Керкхоф                                                  | 5                | 2:26,809         | 3                | Не проводится         | Не проводится         | Не проводится         | 1                     | 2:20,291              | 5                     | Завершила выступление | Завершила выступление | Завершила выступление | 15             |
| Эстафета     | Йорин тер Морс Санне ван Керкхоф Яра ван Керкхоф Лара ван Рёйвен | Не проводится    | Не проводится    | Не проводится    | Не проводится         | Не проводится         | Не проводится         | 2                     | PEN                   | PEN                   | Завершили выступление | Завершили выступление | Завершили выступление | —              |